# Avakumovics Avakum
Avakumovics Avakum (Szentendre, 1774 – Szentendre, 1811. május 9.) szentendrei szerb költő, katona, zenész és fuvolaművész volt.

## Élete
Családja a török elől menekülő szerbek csoportjával telepedett le Szentendrén. Apja Avakumovics György szentendrei tanácsnok, anyja Martinovics Zsófia, a család 1791-ben kapott nemesi címet. Gyerekként rengeteget járt az akkor török fennhatóság alatt álló Belgrádba. Már 12 éves korában fuvolázott. Papnak nevelték, de ő 16 éves korában katona lett, a napóleoni háborúkban harcolt, ezáltal bejárta a fél világot. 21 évi katonáskodás után őrnaggyá léptették elő. 11 sebesülése miatt 1810-ben leszerelt és visszavonult.
Ismert fuvolajátékos lett, ő találta fel az avakumica nevű fúvós-billentyűs hangszert, amelyet Vitkovics Mihály így írt le: „Az instrumentum cythara forma, billegtetőkkel megrakva”. A hangszer feledésbe merült. Dr. Beér Gyula megpróbálta felderíteni a hangszer titkát, kutatásai azonban eredménytelenek maradtak. Német és szerb nyelven is írt verseket.
Tüdőgyulladásban hunyt el, jelenleg sírja ismeretlen helyen, a templom kertjében van. Más forrás szerint a püspöki templom déli falában levő családi sírboltban temették el.

## Emlékezete
Életéről kevés feljegyzés maradt, Vitkovics Mihálynak köszönhető, hogy neve fennmaradt. Szentendrén az Alkotmány utca 7. számú ház falán az 1940-es években emléktáblát állítottak Avakumovicsnak, amely napjainkban is a ház falán található. Korábban a mai Hunyadi utca neve Avakumovics köz volt. 1963. június 2-án az Alkotmány utca és az Avakumovics köz sarkán álló volt Avakumovics ház falán leplezték le emléktábláját.